# Internationale Cricket-Saison 1970/71
Die internationale Cricket-Saison 1970/71 fand zwischen November 1970 und März 1971 statt. Als Wintersaison wurden vorwiegend Heimspiele der Mannschaften aus Südasien, der Karibik und Ozeanien ausgetragen.

## Überblick

### Internationale Touren
| Beginn            | Heimteam    | Auswärtsteam | Resultate | Resultate | Artikel |
| Beginn            | Heimteam    | Auswärtsteam | Test      | ODI       | Artikel |
| ----------------- | ----------- | ------------ | --------- | --------- | ------- |
| 27. November 1970 | Australien  | England      | 0–2 [7]   | 1–0 [1]   | Artikel |
| 18. Februar 1971  | West Indies | Indien       | 0–1 [5]   |           | Artikel |
| 25. Februar 1971  | Neuseeland  | England      | 0–1 [2]   |           | Artikel |

## Nationale Meisterschaften
Aufgeführt sind die nationalen Meisterschaften der Full Member des ICC.
| Land                         | First-Class                 | List A                                                       |
| ---------------------------- | --------------------------- | ------------------------------------------------------------ |
| Australien                   | Sheffield Shield 1970/71    | Vehicle & General Australasian Knock-out Competition 1970/71 |
| Indien                       | Ranji Trophy 1970/71        |                                                              |
| Duleep Trophy 1970/71        |                             |                                                              |
| Irani Cup 1970/71            |                             |                                                              |
| Neuseeland                   | Plunket Shield 1970/71      |                                                              |
| Pakistan                     | Quaid-e-Azam Trophy 1970/71 |                                                              |
| BCCP Patron’s Trophy 1970/71 |                             |                                                              |
| Südafrika                    | Currie Cup 1970/71          | Gillette Cup 1970/71                                         |
| West Indies                  | Shell Shield 1970/71        |                                                              |